# Mariä-Himmelfahrt-Kirche (Zehdenick)

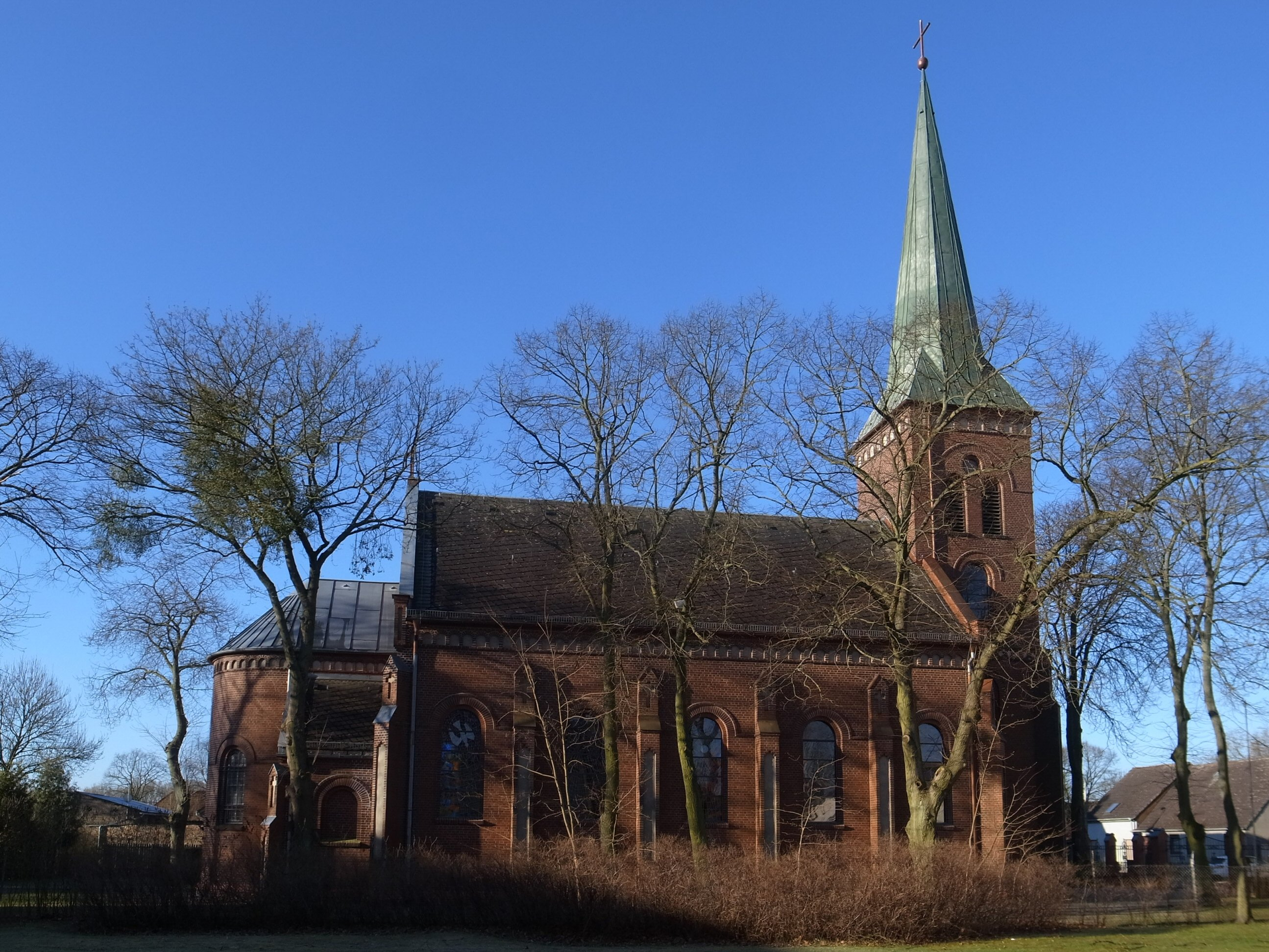
Mariä-Himmelfahrt-Kirche

Die römisch-katholische Mariä-Himmelfahrt-Kirche ist eine Kirche in Zehdenick, einer Stadt im brandenburgischen Landkreis Oberhavel. Die Kirchengemeinde gehört zur Pfarrei Herz Jesu Templin im Erzbistum Berlin. Das Kirchengebäude steht unter Denkmalschutz.

## Beschreibung
Die nach Südosten ausgerichtete Kirche steht an der Friedrich-Engels-Straße (Bundesstraße 109). Es handelt sich um einen schlichten, neuromanischen Backsteinbau von 1901 mit einem Portalturm auf quadratischem Grundriss und einer halbrunden Apsis. Der Turm ist mit einem langgezogenen Spitzhelm bedeckt. Entwurf und Bauausführung oblagen dem Maurermeister Wilhelm Daßler aus Oranienburg, der auch am Bau der katholischen Kirchen Herz Jesu in Oranienburg (1894/95),  St. Joseph in Velten (1895/96) und St. Heinrich in Wittenberge (1897/98) beteiligt war.
Gesondert unter Denkmalschutz stehen die Einfriedung der Kirche, ein gusseiserner Staketenzaun, sowie eine 1956 von der Firma Walcker gefertigte Orgel, die ursprünglich in der Evangelischen Kirche in Neckarhausen stand und erst 1999 nach Zehdenick gebracht wurde. Sie besitzt 14 Register auf zwei Manualen und Pedal.